# Atenska vojvodina
Atenska vojvodina (grško Δουκάτον Αθηνών, francosko Duché d'Athènes) je bila ena od križarskih držav, ki so jo ustanovili v Grčiji po propadu Bizantinskega cesarstva v četrti križarski vojni leta 1204. Obsegala je pokrajini Atiko in Beotijo in živela  do 15. stoletja, ko so jo osvojili osmanski Turki. Vojvodina je bila ves čas svojega obstoja najmočnejša in najbolj miroljubna latinska država v Grčiji.

## Zgodovina

### Ustanovitev
Po četrti križarski vojni je nepomembna burgundijska plemiška družina de la Roche obnovila Atene, ki naj bi postale prestolnica evropskega viteštva.  Prvi atenski vojvoda je bil Oton de la Roche, burgundijski vitez in udeleženec četrte križarske vojne. Naslov atenskega vojvode je nosil od same ustanovitve vojvodine leta 1204, čeprav je bil naslov uradno podeljen  šele leta 1260. Sam sebe je imenoval  »gospodar Aten«  (latinsko Dominus Athenarum, francosko Sire d'Athenes), lokalni Grki pa so ga imenovali »Veliki gospod« (grško Μέγας Κύρης,  megas kyris) ali skrajšano »megaskyr«. Naslov megaskyr so za naslavljanje atenskih vojvod kasneje uporabljali tudi Franki.
Atenska vojvodina je bila prvotno vazalna država Solunskega kraljestva, ko je leta 1224 Solun osvojil epirski despot Teodor, pa  je postala vazalna država Kneževine Ahaje. Vojvodina je obsegala polotok Atika in del Tesalije, vendar v Tesaliji meja s Solunskim kraljestvom in kasneje Epirskim despotatom nikoli ni bila natančno določena. Egejski otoki pred Atiko so bili uradno v posesti Beneške republike, v resnici pa so bili pod oblastjo latinskega Gospostva Negroponte na otoku Evboja. Sedež atenskih vojvod je bil na atenski Akropoli.
Leta 1308 je družina de la Roche vojvodino prepustila družini Brienn. Del družine de la Roche vrnil v Francijo, drugi pa so se naselili v vzhodnem delu Atike. Njihovi potomci, družina Papavasileu, ima še vedno v lasti velik del posesti, ki je bil nekoč v lasti de la Rochev. 

### Oblast Kataloncev
Vojvodino je leta 1308 prevzel Valter V. Briennski, ki ga je izvolil atenski parlament. Valter je po prihodu na oblast najel Katalonsko kompanijo, druščino svobodnih vojaških najemnikov, ki jo je v zgodnjem 14. stoletju ustanovil Roger de Flor, da bi se bojevala proti bizantinskima nasledstvenima državama Epirju in Nikeji. Leta 1311 je hotel Valter Katalonce prevarati in pobiti,  vendar so ga Katalonci v bitki pri Halmirosu ubili in prevzeli oblast v Atenah. Uradni jezik vojvodine ja  postala katalonščina, francosko in bizantinsko zakonodajo pa je zamenjala katalonska.
Valterjev sin Valter VI. Briennnski zahteval vrnitev vojvodine, vendar so mu Katalonci priznali oblast samo v Argosu in Navplionu. 
Katalonci so za atenske suverene priznavali sicilske kralje, ki so zatem vojvodino kot apanažo pogosto prepuščali svojim mlajšim sinovom ali zanjo imenovali generalne vikarje. 
Leta 1318/1319 je Katalonska kompanija osvojila Siderokastron v južni Tesaliji, ustanovila Vojvodino Neopatras in jo priključila Atenam. Severni del Tesalije so leta 1337 osvojili Srbi. 

### Nazadovanje in padec
Leta 1379 je Tebe in del Neopatrasa osvojila Navarrska kompanija, ki je bila v službi cesarja  Jakoba de Bauxa. Drugi del Neopatrasa in Atiko so zasedli Aragonci. Aragonci so vladali samo od leta 1381 do leta 1388, ko je Atene kupila družina  Acciaioli iz Firenc, Neopatras pa je ostal zaseden do leta 1390.  Od leta 1395 do 1402 so vojvodini vladali Benečani.
Leta 1444 so Atenci postali podložniki morejskega despota in naslednika bizantinskega prestola  Konstantina XI. Paleologa, ki je vladal do leta 1456, ko je ostanke vojvodine osvojil sultan Mehmed II. Osvajelec. Naslov ″Vojvoda Aten in Neopatrasa″ so kljub osmanski zasedbi  še naprej nosili kralji Aragonije in preko njih vse do danes španski kralji.

## Latinska cerkev v Atenski vojvodini
V Atenah je bil pred frankovsko zasedbo sedež nadškofije, ki je spadala h konstantinopelskemu patriarhatu. Nadškofija je imela enajst škofij in ni bila kdove kako pomembna, saj je bila po pomembnosti v cesarstvu šele na osemindvajsetem mestu. Med njenimi najbolj znanimi nadškofi  je bil Mihael Honiates (1140-1120), ki je bil atenski nadškof od leta 1175 do padca Konstantinopla leta 1204. 
S prihodom latincev se organizacija nadškofije ni bistveno spremenila. Papež Inocenc III. je imenoval novega (latinskega) nadškofa, ki je imel enake pristojnosti kot njegov grški predhodnik.  V nadškofiji so vpeljali pariške običaje, vendar zaradi odmaknjenosti Aten ni želel oditi tja noben duhovnik. Partenon, nekoč grški tempelj, posvečen boginji Ateni in kasneje grška pravoslavna cerkev Theotokos Atheniotissa, je postal cerkev svete Marije Atenske. Grška pravoslavna cerkev je postala podtalna organizacija, ki ni imela uradne odobritve vladajočih latinskih oblasti. Grški duhovniki v 12. stoletju že pred prihodom latincev niso bili kdove kako izobraženi, pod latinsko dominacijo pa se je njihova izobraženost še poslabšala.
Znan in uspešen atenski nadškof je bil Katalonec Antonio Ballester
V Atensko vojvodino je spadala tudi nadškofija s sedežem v Tebah, ki ni imela nobene škofije.  Tebanska nadškofija je imela po preselitvi prestolnice iz Aten v Tebe mnogo večjo politično vlogo kot atenska. Med vladanjem Kataloncev se je atenska nadškofija razširila na trinajst škofij, od katerih so bile v sami vojvodini samo tri. Položaje atenskih in tebanskih nadškofov so vse do 14. stoletja zasedali izključno Francozi in Italijani, zatem pa so se začeli med njimi pojavljati tudi Katalonci in Aragonci. Od leta 1366 do 1380 je bil tebanski nadškof  slavni humanist in vpliven grški učenjak Simon Atumano.